# 自殺突擊隊 (電影)
《自殺突擊隊》（英語：Suicide Squad）是一部於2016年上映的美國超級英雄電影，改編自DC漫畫旗下的同名虛構團體。本片為DC擴展宇宙的第三部作品，由大衛·艾亞執導和撰寫劇本，主演陣容包括威爾·史密斯、傑瑞德·雷托、瑪格·羅比、薇拉·戴維絲、喬爾·金納曼、傑·寇特尼、傑·赫南德茲、艾德瓦利·亞肯努耶-阿嘉巴傑、伊克·巴里霍爾茨、史考特·伊斯威特和卡拉·迪樂芬妮。故事敘述美國政府旗下的秘密組織「天眼局」在阿曼達·華勒的率領下召集了被囚禁於獄中的超級罪犯來組成「X特遣隊」，以執行足以威脅世界的危險黑暗任務。
2009年2月，華納兄弟開始發展自殺突擊隊的真人電影，大衛·艾亞於2014年9月簽約執導並於10月開始選角，主要拍攝於2015年4月13日在安大略的多伦多開始進行，電影定於2016年8月5日在美國上映。電影在第89屆奧斯卡金像獎上贏得了最佳化妝與髮型設計獎。

## 劇情
經過超人之死的浩劫後，美國政府旗下的秘密組織天眼局高層阿曼達·華勒，組建起一支由多名極度危險的罪犯組成的「X特遣隊」，來為政府承擔高風險任務且阻止下一個侵害社會的強敵。華勒到美夢監獄招收多名惡名昭彰的罪犯：神槍手死亡射手、前精神科醫生哈莉·奎茵、控火者燄魔、搶匪迴旋鏢隊長、有鱷魚外表和習性的殺手鱷以及善用繩索的傭兵繩鬼，隊伍由政府指派的軍官上校瑞克·佛莱格指揮。每人的脖子裡都被注射一顆小型納米炸彈作為保險措施，以防止他們在任務中造反或是逃跑。
華勒打算招收的其中一人是佛萊格的女友瓊·穆恩，一名被古老惡靈魅惑女巫所附身的前考古學家。魅惑女巫侵佔瓊的一半人格，一直打算借機背叛華勒而奪回千年妖力來奴役人類，但由於心臟被華勒看管而只能服從她的命令。然而，女巫找機會從詛咒人偶中釋出哥哥「夢魘」，讓他附身於一名在黑人男性身上後，在中途市地鐵站裡引發混亂。女巫逃跑後和夢魘會合，得到力量後開始將大多數捕獲的市民及士兵轉換為全身漆黑、唯命是從的怪物僕人。華勒命令佛萊格帶領特遣隊前往中途市，伴隨海豹部隊和隨行的日本女武術家武士刀去救出困在城市裡的一位關鍵人物，並將這次危機稱為“恐怖襲擊”。與此同時，哈莉的愛人小丑透過逼供美夢監獄的保全主管葛瑞格斯，找到研發納米炸彈的科學家後，決定找時機救出哈莉。
特遣隊坐直升機進入城市途中被擊落，所有人靠步行前往，輕信脖子炸彈只是虛張聲勢的繩鬼試圖逃跑卻被炸碎頭顱。不久，女巫的僕人大軍來襲，特遣隊開始聯手和軍方擊退牠們，而死亡射手通過激怒站在一旁不動的燄魔，讓他釋放火焰殲滅所有敵軍。經過一連串的戰鬥，眾人到達指定的安全屋發現關鍵人物就是華勒本人，其為了掩蓋自己牽扯進女巫失控的局面而被迫留下來清除證據。但撤離過程中，小丑搶先佔領直升機而對屋頂發動攻擊，哈莉找准時機找抓直升機繩索逃跑。由於哈莉體內的納米炸弹無效，華勒命令死亡射手殺死她，但死亡射手卻頭一次選擇故意對她射偏。
華勒最後還是命令軍方轟下小丑的直升機，而哈莉在爆炸之際掉回樓頂而平安無事，認為小丑已死後重回隊伍中。華勒搭直升機撤離時被夢魘擊落，女巫從箱子裡拿回心臟而重獲法力、成功拼湊出足以毀滅世界的武器，並從華勒的腦中知識而開始攻擊美國各地的軍方基地。當特遣隊來到墜機地點後準備去救她，但死亡射手從直升機裏的機密文件發現佛萊格和女巫的關係，而佛萊格也對所有人如實講述任務的真相。為此，所有隊員皆對佛萊格隱瞞事實感到不滿，一同前往到旁邊的酒吧休息、互相表達心聲，而對此愧疚的佛萊格走進去摔壞炸彈控制器使他們解脫，並將死亡射手最心愛的女兒所寫的信件全部還給他。死亡射手為此感動而決定和他前去，其他人也決定用這次任務來證明自己，特遣隊於是集體來到女巫所佔領的地鐵大樓。
殺手鱷帶領由愛德華茲中尉率領的突擊隊走被水淹沒的地下，遊到夢魘下方設置炸彈。由於夢魘過於強大，燄魔釋出惡魔型態將夢魘逼至角落，讓愛德華茲引爆炸彈，兩人雙雙陪夢魘在爆炸中同歸於盡。剩下的隊員們開始集中火力攻擊女巫，但女巫卻用幻覺來給予他們願望以換取忠誠。哈莉先假裝合作而趁機撿起地上的武士刀挖出女巫的心臟，殺手鱷扔出炸彈來對付女巫製造的毀滅武器，最後由擺脫幻覺的死亡射手所開的一槍將武器完全摧毀。女巫在油盡燈枯之際，佛萊格忍痛捏碎她的心臟，但這剛好讓瓊徹底從詛咒中解脫，從女巫的屍骸中破殼而出。
佛萊格和瓊正式團圓後，死裡逃生的華勒將突擊隊送回美夢監獄關押，但同意為所有成員減掉十年的刑期。而死亡射手受佛萊格的協助而暫時和女兒團圓幾小時，隨後回到監獄牢房中慢慢閱讀女兒的信件。除了迴旋鏢隊長以外，所有人都在牢房中得到特殊優待，而劫後餘生的小丑率軍攻入美夢監獄而將哈莉帶離。事情過後，華勒得知有人在暗中調查中途市災難的真相，為了尋求庇護而會面布魯斯·韋恩談條件。布魯斯答應會庇護她，向她索取各地的超人類名單作為交換條件後，稱他只是想「交點朋友」，走前奉勸華勒不要再次組建X特遣隊。

## 演員

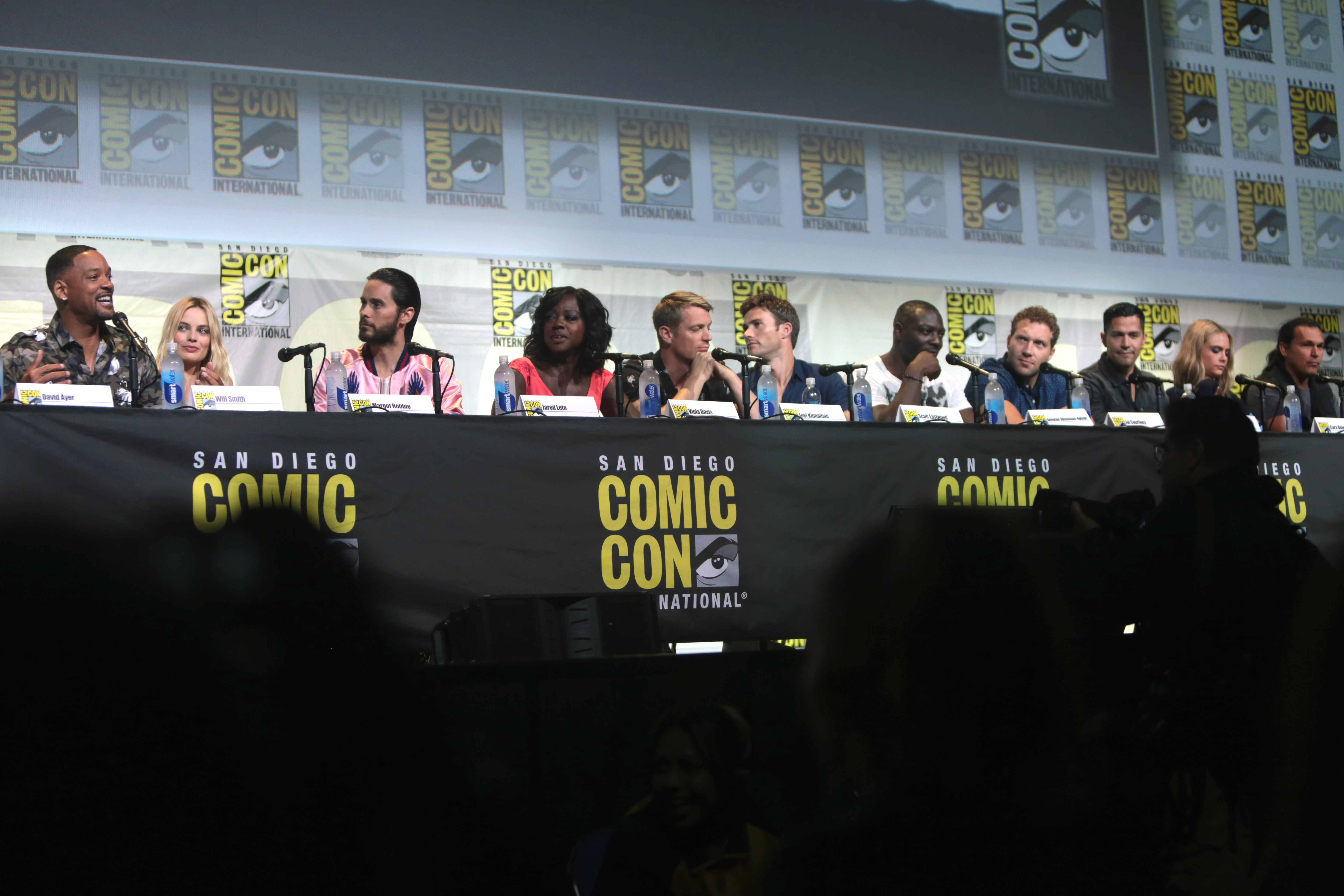
主要演員們出席2016年的聖地亞哥國際動漫展。從左至右依次為：威爾·史密斯、瑪格·羅比、傑瑞德·雷托、薇拉·戴維絲、喬爾·金納曼、史考特·伊斯威特、艾德瓦利·亞肯努耶-阿嘉巴傑、傑·寇特尼、傑·赫南德茲、卡拉·迪樂芬妮與亞當·畢奇。

### X特遣隊
| 演員                                                | 角色                                                                              | 備註 |
| 威爾·史密斯 Will Smith                              | 「死亡射手」佛洛伊德·勞頓 Deadshot / Floyd Lawton                                 | 一名主要於高譚市出沒的職業刺客兼神槍手，不在乎其他人的性命，4000公尺內的目標皆能擊中。做事一向獨來獨往，因為不忍心讓心愛的女兒柔伊失望而被捕。      |
| 瑪格·羅比 Margot Robbie                             | 「哈莉·奎茵」哈琳·奎澤 Harley Quinn / Dr. Harleen Quinzel                         | 前精神科醫生兼超級罪犯，因相當著迷小丑而瘋狂地愛上了他，最終更成為其夥伴，亦是殺害蝙蝠俠的助手羅賓的。                                              |
| 喬爾·金納曼 Joel Kinnaman                           | 瑞克·佛莱格 Col. Rick Flag                                                        | X特遣隊的軍官和小隊指揮，由美國政府派來進行領導工作的軍人，因曾接受正規的軍事訓練而擁有頂尖的射擊與戰鬥能力，遭華勒用計和瓊穆恩相戀以控制魅惑女巫。 |
| 傑·寇特尼 Jai Courtney                              | 「迴旋鏢隊長」喬治·「迪格」·哈克尼斯 Captain Boomerang / George "Digger" Harkness | 一名行為脫序的澳洲罪犯，使用具有殺傷力的迴旋鏢戰鬥，習慣性利用與犧牲同伴來達成目的。閃電俠的主要敵人之一，主要於中央市內出現。                      |
| 傑·赫南德茲 Jay Hernandez                           | 「燄魔」查托·桑塔納 El Diablo / Chato Santana                                     | 全身充滿刺青的前洛杉磯幫派分子，擁有能自由地操控火焰的能力。在不小心殺光妻兒後自願被逮捕，卻也因此被迫加入X特遣隊。                                 |
| 艾德瓦利·亞肯努耶-阿嘉巴傑 Adewale Akinnuoye-Agbaje | 「殺手鱷」韋倫·瓊斯 Killer Croc / Waylon Jones                                    | 因返祖現象而擁有鱷魚的外表的超人類，有著異於常人的力氣和體能和致命的獠牙以及爪子，不過智商卻也低於一般人，為蝙蝠俠的主要對手之一。                  |
| 福原凱倫 Karen Fukuhara                             | 「武士刀」山城達 Katana / Tatsu Yamashiro                                         | 一名以武士刀「奪魂者」作為武器的日本武術家，自願加入X特遣隊，非罪犯的她以佛萊格的保鑣的身份行動。                                                   |
| 亞當·畢奇 Adam Beach                                | 「繩鬼」克里斯多福·魏斯 Slipknot / Christopher Weiss                              | 會使用開發的強力化學藥劑，讓自己愛用的繩索堅不可破，也是個善用各種道具和戰鬥技巧的殺人專家。                                                        |

### 其他角色
| 演員                                      | 角色                                            | 備註 |
| 傑瑞德·雷托 Jared Leto                    | 小丑 Joker                                      | 一名心理變態的超級罪犯，蝙蝠俠的最大死敵，其個性和想法十分難以捉摸。唯一一位真正多次接觸蝙蝠俠的人，擁有一批火力強大的犯罪團隊。                                                       |
| 薇拉·戴維絲 Viola Davis                   | 阿曼達·華勒 Amanda Waller                       | 自殺突擊隊的召集者兼監管人，亦是美國政府的代表。一名行事不擇手段且極為冷血的女強人，掌握著隊員們的弱點來加以控制。                                                                               |
| 卡拉·迪樂芬妮 Cara Delevingne             | 「魅惑女巫」瓊·穆恩 Enchantress / Dr.June Moone | 一名前考古學家，弗萊格的女友。因打開了囚禁魅惑女巫的詛咒人偶而遭附身，在受體內的另一半人格的控制下而擁有魔法般的力量。                                                                 |
| 艾克·拜瑞豪茲 Ike Barinholtz              | 杭特·葛瑞格斯 Capt. Hunter Griggs               | 美夢監獄的保全隊長，喜歡想盡辦法折磨獄中的罪犯，同時也是一個心術不正的賭徒。 |
| 史考特·伊斯威特 Scott Eastwood            | GQ·愛德華茲 Lt. "GQ" Edwards                    | 海豹部隊中尉，佛萊格的副手，協助突擊隊行動。 |
| 艾隆·禪萬 Alain Chanoine                  | 夢魘 Incubus                                    | 魅惑女巫的兄弟兼守護者，強行附身於一名黑人男性身上，並協助她奪下中途城。 |
| 夏莉琳·皮耶爾-迪克森 Shailyn Pierre-Dixon | 柔伊·勞頓 Zoe Lawton                            | 死亡射手的女兒，是他在世上唯一關心的人，同時亦是他的最大弱點。 |
| 吉姆·派瑞克 Jim Parrack                   | 喬尼·佛斯特 Jonny Frost                         | 小丑的左右手，善用機關槍。 |
| 凡夫俗子 Common                           | 怪物T Monster T                                 | 與小丑交涉的紋身的男性。 |
| 班·艾佛列克 Ben Affleck                   | 「蝙蝠俠」布魯斯·韋恩 Batman／Bruce Wayne       | 客串。高譚市的慈善家、億萬富翁、超級天才和花花公子，韋恩企業的現任繼承人。因在年幼時目睹了雙親遭歹徒槍殺，使得他成為了私底下會在夜晚變裝打擊犯罪的義警英雄，同時也是罪犯們恐懼的存在。 |
| 伊薩·米勒 Ezra Miller                     | 「閃電俠」貝瑞·艾倫 The Flash／Barry Allen      | 客串。居住於中央市的罪犯調查科人員。在一次意外中被閃電擊中，獲得了能高速移動的神速力，自始化身閃電俠保護城市。                                                                         |
| 傑森·莫瑪 Jason Momoa                     | 「水行俠」亞瑟·庫瑞 Aquaman/Arthur Curry        | 客串。僅於超人類名單的照片中出現。亞特蘭蒂斯的國王，擁有駕馭潮汐和與其他水中生物交流的能力，且還能在深海潛水中高速游泳。                                                               |

## 製作

### 發展
2009年2月，華納兄弟宣布聘請賈斯汀·馬克斯來為《自殺突擊隊》撰寫劇本，由林暐和查爾斯·羅文擔任監製，柯林·威爾森擔任執行製片人。2014年9月，大衛·艾亞被任命擔任導演和編劇。而查爾斯·羅文也將參與製片。2014年10月20日，艾亞於《帝國雜誌》談論了關於電影，他說：「這會是《決死突擊隊》的黑暗版本」。2015年3月28日，艾亞戲弄說，這部電影將出現DC漫畫中的阿卡漢精神病院，自殺突擊隊的成員包括死亡射手、重磅炸彈、毒藤女、哈莉·奎茵和小丑。

### 選角
2014年10月15日，華納兄弟找來了雷恩·葛斯林、湯姆·哈迪、瑪格·羅比和威爾·史密斯談判片中的角色。10月16日，湯姆·哈迪和威爾·史密斯已經接近簽約的階段，而瑪格·羅比也將決定是否參演，因為她才剛離開夢工廠電影《攻殼機動隊》。10月24日，據透露，傑西·艾森伯格正在談判是否讓自己於《蝙蝠俠對超人：正義曙光》中所飾演的雷克斯·路瑟在片中現身。 11月7日，TheWrap網站透露，傑瑞德·雷托正在為小丑一角進行談判，這原本是雷恩·葛斯林的角色。由於傑瑞德·雷托在2013年電影《藥命俱樂部》之後還未有其他片約，因此他接下此角的機會較大。11月9日，宣布瑪格·羅比將飾演哈莉·奎茵。11月12日，據傳威爾·史密斯將會飾演蝙蝠俠的敵人死亡射手。而湯姆·哈迪似乎則在談判團隊的創始成員之一瑞克·弗拉格，但也有消息人士透露是閃電俠的敵人迴旋鏢隊長。2014年12月2日，官方證實，威爾·史密斯、湯姆·哈迪、傑瑞德·雷托、瑪格·羅比、傑·寇特尼和卡拉·迪樂芬妮全已簽署了片約，他們分別飾演死亡射手、瑞克·弗萊格、小丑、哈莉·奎茵、迴旋鏢隊長和魅惑女巫。傑克·艾森伯格則還在進行談判，此外華納兄弟也在尋求一位中年非洲裔的女演員來飾演阿曼達·華勒，便此鎖定了薇拉·戴維絲、奧塔薇亞·史班森和歐普拉·溫芙蕾。DC漫畫的作者約翰·奧斯特蘭德與Comic Book Resources談到關於選角，他說：「我認為選角沒有什麼問題...。我真的對這選角感到印象深刻，他們得到了些很不錯的演員來詮釋這些角色」。
後來在2015年1月初，薇拉·戴維絲在採訪中表示，她對於詮釋阿曼達·華勒很感興趣，說：「我迷上了她（華勒）」。後來，湯姆·哈迪離開了電影，華納兄弟洽談了傑克·葛倫霍來頂替，但被拒絕。而喬爾·埃哲頓、強·柏恩瑟或喬爾·金納曼有望取代湯姆·哈迪飾演瑞克·弗拉格。2月18日，TheWrap證實傑·赫南德茲加入劇組飾演未知角色，喬爾·金納曼將飾演瑞克。2015年2月，《告示牌》表示傑瑞德·雷托飾演的小丑被稱為「莎士比亞般的角色」。在第87屆奧斯卡金像獎的紅毯上，CTV電視網的《etalk》主持人班·馬爾羅尼證實了戴維絲將飾演亞曼達·華勒。2015年2月28日，導演艾亞在自己的Twitter上描述小丑一角是「莊嚴的」。《多倫多太陽報》在2015年3月26日證實了拳擊手兼演員的雷蒙德·歐盧博威爾將飾演未知的角色。2015年3月29日，史考特·伊斯威特在Twitter上表明了自己將參演本片。3月31日，艾德瓦利·亞肯努耶-阿嘉巴傑將飾演殺手鱷，TheWrap證實日本裔美國女演員福原凱倫也將出演未知的角色。後來，Latino-Review網站指出她將飾演原作中重要角色塑料炸彈。但後來官方透露是飾演卡塔娜。另外三個劇組成員被揭露於2015年4月8日，包括亞當·畢奇、艾克·拜瑞豪茲與吉姆·派瑞克。2016年1月，班·艾佛列克證實自己也參演了蝙蝠俠一角。

### 拍攝

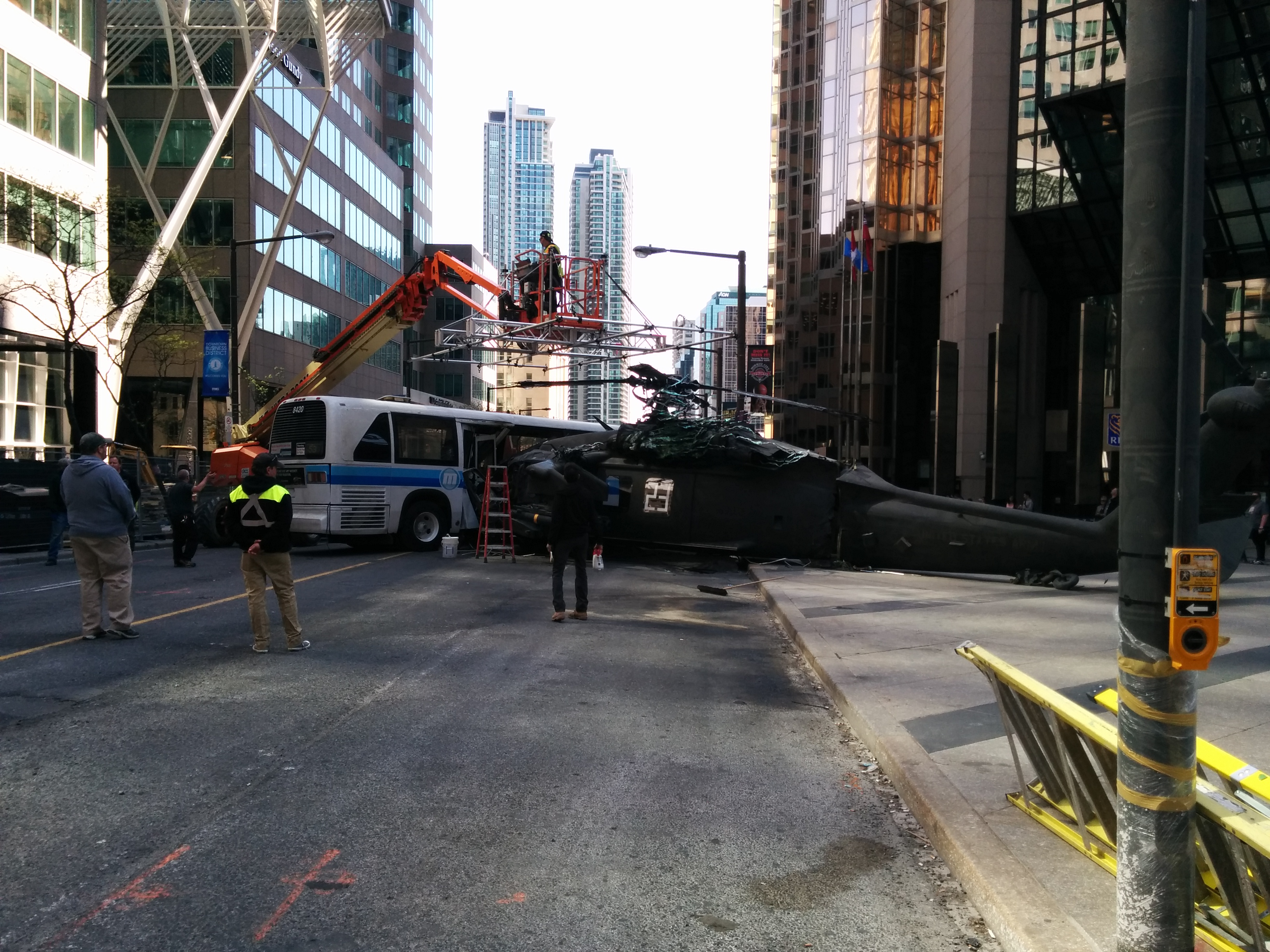
劇組於2015年5月23日在加拿大的多倫多街道進行拍攝。

電影將從2015年4月中旬到2015年9月在位於加拿大安大略的多倫多拍攝。2014年12月1日，《好萊塢報導》透露，松林多倫多工作室已被預訂一空，將於2月中作前期準備。2015年2月，艾亞釋出一張照片，代表他們將開始製作道具。2015年3月初，又釋出照片，代表雷托正為自己的小丑角色剪髮。於加拿大導演協會上證實，拍攝工作將於2015年4月13日開始至2015年8月30日期間進行。於2015年4月13日正式宣布開拍。4月26日和27日，計劃於Hy's Steakhouse拍攝。其中一暴風雪的場景是於4月29日在阿得雷德和正里拍攝。2015年5月5日的晚上，幾個主要場景是在多倫多的廣場市中心拍攝。一個月後，被目擊到蝙蝠俠替身現身於片場。電影於2015年8月23日結束拍攝，接下來開始進入後製階段。據傳，2016年3月時還補拍了部分片段，但艾亞後來反駁了此傳言。

### 音樂
2016年4月，英國奧斯卡獎得主作曲家史蒂文·普賴斯被宣布為電影作曲和配樂。電影原聲帶於2016年8月5日發行。

## 發行
《自殺突擊隊》定於2016年8月5日上映。在中國大陸電影圈則傳出該片未通過審查，最終於2017年6月18日在上海国际电影节期間排片特映，未能公映。

### 市場營銷
劇組參加了2015年聖地亞哥國際動漫展，包括導演艾亞、演員史密斯、羅比、寇特尼、戴維絲等人，並釋出了電影的首支預告片段。原本因為該預告被流出偷拍版，而使華納兄弟和其反盜版團隊在過去48小時中不停地上網撤下側拍預告；但後來官方仍將正式清晰的預告放於網上，基於不想讓觀眾觀看畫質差的影片來影響本片的宣傳。第二支預告於2016年1月19日隨CW電視網的DC特別節目釋出。

### 家庭媒體
電影的DVD與藍光於2016年11月15日發行，而加長版則於2016年12月13日推出，加長版中含有比正片多出13分鐘的片段。

## 迴響

### 評價
《自殺特擊隊》獲得了整體負面的評價，爛番茄評價26%，基於394條評論，平均分為4.8/10，在Metacritic上僅得到40分，評價負面，多數好評傾向觀眾，專業評論主要批評場面過於混亂。與《正義曙光》一面倒的負面評價有些許差異。據CinemaScore調查，觀眾的平均評價於A+至F間落於「B+」。

### 票房
在美國和加拿大，電影預計能從首映週末獲得1億至1.35億美元的票房，有望打破8月（此前為2014年的《星際異攻隊》的9430萬美元）和威爾·史密斯主演電影（此前為2007年的《我是傳奇》的7720萬美元）的首映週末票房紀錄。美國首映週末票房高達1.3億美元，登上當週冠軍，而創下8月電影票房紀錄。上映三天，北美票房開出1.35億美元，海外票房則是1.32億美元，首週全球票房總計2.67億美元。由於本片預售票銷售頗佳，最終《自殺特擊隊》獲得了7.46億美元的全球票房，票房成績符合先前預期。
台灣方面，首日票房為新台幣2740萬元；首週四天票房為新台幣1.12億元；次週票房累計至新台幣2.2億元；第三週票房累計至新台幣2.64億元；最終全台票房為新台幣2.98億元。
| 上一届： 《神鬼認證：傑森包恩》 | 2016年美國週末票房冠軍 第32-34周 | 下一届： 《暫時停止呼吸》 |
| 上一届： 《神鬼認證：傑森包恩》 | 2016年台北週末票房冠軍 第32-34周 | 下一届： 《極速秒殺2》    |
| 上一届： 《海底奇兵2》          | 2016年香港一週票房冠軍 第31-33周 | 下一届： 《屍速列車》     |

## 榮譽
| 獎項               | 類別                               | 得獎者                                                                                     | 結果 | 參考   |
| ------------------ | ---------------------------------- | ------------------------------------------------------------------------------------------ | ---- | ------ |
| 廣播影評人協會獎   | 最佳動作片女主角                   | 瑪格·羅比                                                                                  | 獲獎 | [ 80 ] |
| 好萊塢音樂媒體獎   | 最佳原創歌曲-科幻／奇幻電影        | "殤痛殺客"                                                                                 | 提名 | [ 81 ] |
| 好萊塢音樂媒體獎   | 傑出音樂監督-電影                  | Gabe Hilfer                                                                                | 提名 | [ 81 ] |
| 好萊塢音樂媒體獎   | 最佳原聲專輯                       | 多位藝術家                                                                                 | 獲獎 | [ 81 ] |
| 青少年票選獎       | 電影票選獎：最受年輕族群期待電影   | 《自殺突擊隊》                                                                             | 獲獎 | [ 82 ] |
| 青少年票選獎       | 電影票選獎：最受年輕族群期待男演員 | 威爾·史密斯                                                                                | 提名 | [ 82 ] |
| 青少年票選獎       | 電影票選獎：最受年輕族群期待男演員 | 史考特·伊斯威特                                                                            | 提名 | [ 82 ] |
| 青少年票選獎       | 電影票選獎：最受年輕族群期待女演員 | 瑪格·羅比                                                                                  | 提名 | [ 82 ] |
| 青少年票選獎       | 電影票選獎：最受年輕族群期待女演員 | 卡拉·迪樂芬妮                                                                              | 獲獎 | [ 82 ] |
| 全美民選獎         | 最喜愛電影獎                       | 《自殺突擊隊》                                                                             | 提名 | [ 83 ] |
| 全美民選獎         | 最喜愛動作類電影                   | 《自殺突擊隊》                                                                             | 提名 | [ 83 ] |
| 全美民選獎         | 最喜愛電影男演員                   | 威爾·史密斯                                                                                | 提名 | [ 83 ] |
| 全美民選獎         | 最喜愛電影女演員                   | 瑪格·羅比                                                                                  | 提名 | [ 83 ] |
| 全美民選獎         | 最喜愛動作類電影男演員             | 威爾·史密斯                                                                                | 提名 | [ 83 ] |
| 全美民選獎         | 最喜愛動作類電影女演員             | 瑪格·羅比                                                                                  | 獲獎 | [ 83 ] |
| 葛萊美獎           | 最佳影視媒體作品作曲專輯           | 《自殺突擊隊》                                                                             | 提名 | [ 84 ] |
| 葛萊美獎           | 最佳影視媒體作品歌曲               | "異類"-二十一名飛員樂團（泰勒·喬瑟夫，詞曲作者）                                           | 提名 | [ 84 ] |
| 葛萊美獎           | 最佳影視媒體作品歌曲               | "Purple Lamborghini"-史奇雷克斯 & 瑞克·羅斯（沙曼·庫克、桑尼·摩爾和威廉·羅伯茲，詞曲作者） | 提名 | [ 84 ] |
| 葛萊美獎           | 最佳搖滾演奏                       | "異類"-二十一名飛員樂團                                                                    | 提名 | [ 84 ] |
| 葛萊美獎           | 最佳搖滾歌曲                       | "異類"-二十一名飛員樂團（泰勒·喬瑟夫，詞曲作者）                                           | 提名 | [ 84 ] |
| 第89屆奧斯卡金像獎 | 最佳化妝與髮型設計                 | 《自殺突擊隊》                                                                             | 獲獎 | [ 85 ] |
| 2017年MTV影視大獎  | 最佳反派                           | 傑瑞德·雷托                                                                                | 提名 | [ 86 ] |

## 續集
2016年3月，華納兄弟宣布，艾亞和史密斯將再次合作拍攝《光靈》和本片的續集。2016年4月，艾亞表示有興趣拍攝R級的續集。2017年2月，據報導，華納兄弟有著一份續集的導演候選名單，其中包括梅爾·吉勃遜。2017年3月，吉勃遜證實自己確實有與華納兄弟碰面會談。7月，豪梅·寇勒特-瑟拉被視為片商的第一導演人選，而吉勃遜因檔期的問題退出競選，《自殺突擊隊》的續集計劃於2018年開始製作；同時，編劇塞克·潘則被聘來撰寫一份新的劇本。 2017年9月，華納宣布敲定蓋文·歐唐納 編劇、指導。
2019年3月，蓋文·歐唐納宣布退出，随后华纳正式确认续集将由詹姆斯·古恩负责接下后续指导。續集於2021年8月6日在美國上映。

## 備註
1. 1 2  依照DC擴展宇宙上映次序。

## 外部連結
- 互联网电影数据库（IMDb）上《自殺突擊隊》的资料（英文）
- Box Office Mojo上《自殺突擊隊》的資料（英文）
- Metacritic上《自殺突擊隊》的資料（英文）
- AllMovie上《自殺突擊隊》的资料（英文）
- 爛番茄上《自殺突擊隊》的資料（英文）
- Yahoo奇摩電影上《自殺突擊隊》的資料（繁體中文）
- 開眼電影網上《自殺突擊隊》的資料（繁體中文）
- 雅虎香港電影上《自殺突擊隊》的資料（繁體中文）
- 豆瓣电影上《自殺突擊隊》的資料 （简体中文）
- 时光网上《自殺突擊隊》的資料（简体中文）